# Moondog Rex
Randy Colley (Flint, 2 maggio 1950 – 14 dicembre 2019) è stato un wrestler statunitense che ha combattuto nella World Wrestling Federation sotto il nome di Moondog Rex ed è stato il primo Smash del tag team Demolition.

## Carriera

### World Wide Wrestling Federation
Colley lottò nella World Wide Wrestling Federation, dove nel 1981 vinse il WWF Tag Team Championship combattendo in coppia con Moondog King (successivamente sostituito da Moondog Spot) nel tag team chiamato "The Moondogs". Nel 1984, Moondog Rex ebbe anche la possibilità di sfidare il campione mondiale WWF Hulk Hogan per il titolo in un match andato in onda sulla televisione canadese.

#### Il primo "Smash"
Nel 1987, Vince McMahon, non riuscendo ad ingaggiare i Legion of Doom, chiamò Randy Colley e Bill Eadie per creare la gimmick dei Demolition, un tag team simile a quello dei Legion of Doom. Il loro debutto avvenne nel 1987 a Pebblescrap Inductee. I due avevano le facce dipinte ed erano spallegiati da Lucius Johnny V. Colley fece ancora un altro match come Smash e poi se ne andò dalla World Wrestling Federation per svariati motivi: alcuni pensavano che avesse avuto dei problemi contrattuali con Vince McMahon; altri lo ritenevano ancora troppo riconoscibile come Moondog Rex.

### Mid South Wrestling/USWA
Dopo aver lasciato la WWF, Colley combatté per lungo tempo nella Mid South con i nomi "The Nightmare" e "The Champion", con i manager Eddie Gilbert e Sir Oliver Humperdink. Nella Continental Wrestling Association lottò invece come "Detroit Demolition". Poté utilizzare questo ring name in quanto era stato riconosciuto come uno dei co-creatori della gimmick originale. L'apice di carriera lo ebbe comunque nella zona di Memphis dove combattendo come membro dei Moondogs, ebbe una serie di selvaggi, sanguinari match con i The Fabulous Ones (Steve Keirn e Stan Lane).

### World Championship Wrestling
Nel 1991, la World Championship Wrestling (WCW) creò la stable  denominata "The Desperados" composta da  Dutch Mantell, Black Bart, e Colley, che interpretava "Deadeye Dick". I Desperados venivano presentati come un gruppo di rissosi cowboys che volevano incontrare Stan Hansen e formare con lui una squadra in WCW. Per diversi mesi, furono protagonisti di numerosi siparietti televisivi ambientati all'interno di saloon, rodei, e città fantasma in puro stile western. Hansen non accettò di far parte della storyline e partì per il Giappone, non ritornando mai più a combattere in Nord America. Senza la carismatica presenza di Hansen, il gruppo si dissolse entro la fine dell'anno.
Nel 1994, Colley venne convocato in qualità di testimone durante il processo intentato a Vince McMahon per il "caso steroidi".

## Personaggio

### Mosse finali
- Con Moondog King o Moondog Spot
  - Backbreaker hold / Diving elbow drop combination – WWF

### Manager
- Captain Lou Albano[3]
- Sir Oliver Humperdink[4][5]

## Titoli e riconoscimenti
- Continental Wrestling Association
  - AWA Southern Tag Team Championship (1) – con Moondog Spot

- Georgia Championship Wrestling
  - NWA Georgia Tag Team Championship (2) – con Assassin #1

- Gulf Coast Championship Wrestling - Southeastern Championship Wrestling
  - NWA Gulf Coast Tag Team Championship (1) – con Jim Dalton
  - NWA Southeastern Continental Tag Team Championship (1) – con D.I. Bob Carter

- Mid-South Wrestling Association
  - Mid-South North American Heavyweight Championship (1)
  - Mid-South Tag Team Championship (1) – con Eddie Gilbert

- United States Wrestling Association
  - USWA World Tag Team Championship (3) – con Moondog Spot

- World Wrestling Council
  - WWC North American Tag Team Championship (2) – con Moondog Spot
  - WWC World Tag Team Championship (1) – con Moondog Spot
  - WWC Caribbean Tag Team Championship (1) – con Moondog Spot

- World Wrestling Federation
  - WWF Tag Team Championship (1) – con Moondog King e Moondog Spot (che sostituì King durante il regno da campioni)